# Cseresnyés András
Cseresnyés András (18. század – 19. század) katolikus pap.

## Élete
Nemesi családból származott; bölcseleti tanulmányainak végeztével az egyházi rendbe lépett és a Milánó közelében levő páviai papnevelőbe (coll. imper. germanico hungaricum) küldték, honnan két levelet irt, 1790. június 17. s 1791. június 13., melyeket a Hadi és más Nevezetes Történetek (II. 695. IV. 769.) közölt.